# Tísicos
Tísicos es una banda de rock que se originó en el año 1994 en la ciudad de Corrientes (Argentina).
Su estilo musical se podría encasillar dentro del "Hard rock" principalmente, pero hay varios elementos en sus composiciones que hacen que esa calificación no sea rígida. Su formación actual es la siguiente:
- Voz: Marcelo Ferreira.
- Guitarra líder y coros: Fernando Tubio.
- Teclados: Juanjo Pignataro.
- Guitarra rítmica y coros: Ariel Merlo.
- Bajo: Miguel Cabrera.
- Batería: Alejandro Alegre.

Tísicos cuenta con dos trabajos discográficos producidos y editados independientemente por ellos mismos, "Momento de Olvidar" en 1999 y "Cambio Drástico" 2003.
Videos: 
- "Rompiendo Las Cadenas"
- "La Encrucijada"
- "Tan Distante"